# Esercito Nazionale Repubblicano
L'Esercito Nazionale Repubblicano fu l'esercito regolare della Repubblica Sociale Italiana. Dipendeva dal governo della R.S.I., ma per l'impiego operativo era di fatto subordinato ai comandi militari tedeschi.

## Fondazione
Il proposito di «continuare la guerra» era sempre stato presente nella natura del fascismo repubblicano fino dalla sua fondazione, a inizio autunno 1943 come primo nucleo delle Forze armate della RSI. Durante i colloqui svoltisi al Quartier generale del Führer, Mussolini e Hitler concordarono la formazione di un nuovo esercito fascista: Hitler aveva intenzione, inizialmente, di far istituire un'armata di circa 10 o 15 divisioni, ma poi nella sua direttiva per l'attuazione del piano ne furono previste solo quattro.
Intanto Mussolini tornò in Italia e ad ottobre partecipò a un convegno, insieme al neo-nominato ministro della difesa maresciallo Rodolfo Graziani (capo di Stato maggiore fu il generale Gastone Gambara), sulla ricostituzione dell'esercito: venne considerata realistica la prospettiva di arruolare ben 500.000 militari, con i quali armare 25 divisioni, delle quali 5 corazzate e 10 motorizzate. Il progetto, però, apparve subito alquanto pretenzioso, poiché nemmeno un massiccio sostegno tedesco - tra l'altro difficile da ottenere in quel momento - avrebbe potuto portare ad un risultato numericamente così imponente.
Una figura di rilievo nella costituzione dell'Esercito Nazionale Repubblicano fu quella del generale Emilio Canevari.

## Reclutamenti
Secondo rilevamenti dell'Ufficio Storico dello Stato Maggiore dell'Esercito Italiano nel periodo 1943-1945 l'Esercito della Repubblica Sociale contò 558.000 effettivi.
Nell'aprile del 1944 gli arruolati (volontari e coscritti - erano anche state richiamate alcune classi di leva) erano circa 200.000; di questi, molti erano destinati ad altre mansioni tra cui la difesa contraerea, reparti nebbiogeni in Germania e operatori aeronautici Alla fine dell'anno, anche grazie alla minaccia della pena di morte per i renitenti, vennero arruolati 250.000 soldati, di cui 50.000 ceduti alla Luftwaffe. Il personale dell'apparato territoriale, il cui compito principale era quello di assicurare l'arruolamento e i servizi logistici, passò da circa 29.000 unità al momento dell'istituzione a 47.000 a metà del 1944; dopo, a causa dell'avanzata alleata, la riduzione del numero di comandi militari regionali portò anche alla riduzione del personale, che finì per stabilizzarsi sulle 27.000 unità.

## Organizzazione
Ai vertici dell'organizzazione militare della RSI stava il Ministero della difesa nazionale che, dal 6 gennaio 1944 si chiamò Ministero delle Forze Armate. A capo di esso fu designato l'ex Maresciallo d'Italia Rodolfo Graziani, che a sua volta nominò quale Capo di stato maggiore generale il generale Gastone Gambara.

Collaboravano col ministro un sottosegretario per l'Esercito, uno per la Marina Nazionale Repubblicana e uno per l'Aeronautica Nazionale Repubblicana, per ognuno di essi esisteva inoltre un capo di Stato maggiore.
A livello gerarchico, le forze armate erano alle dipendenze del Capo di Stato che in tempo di pace esercitava il comando attraverso il Ministro della Difesa,  in tempo di guerra a mezzo del Capo di Stato maggiore Generale.

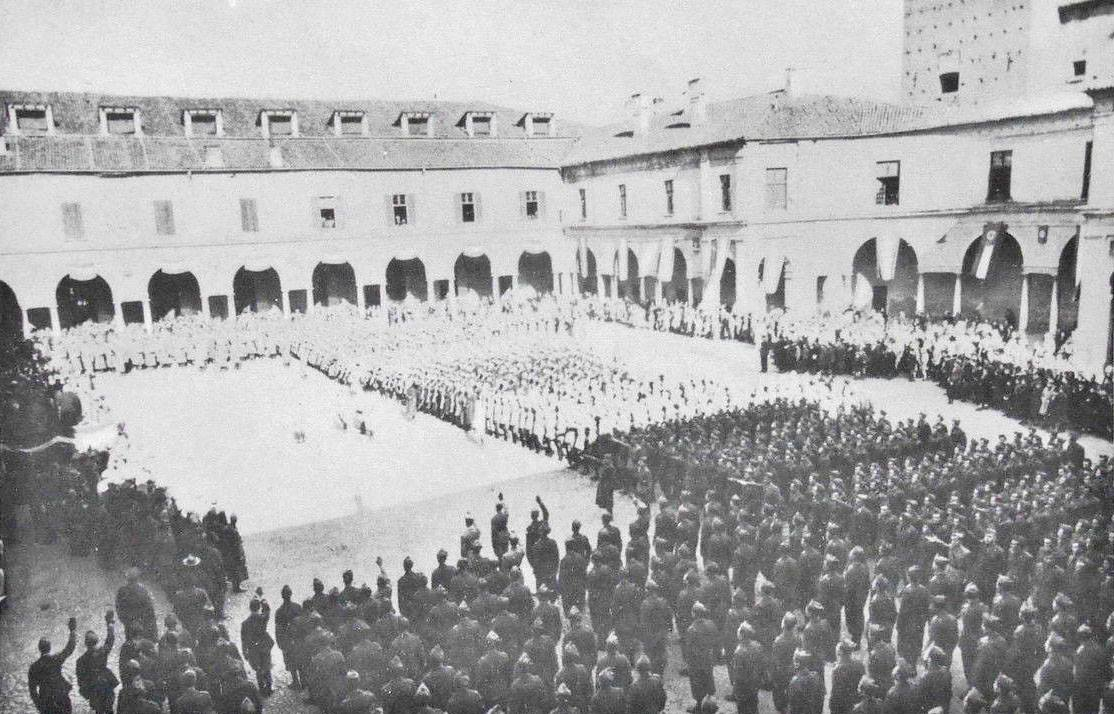
Giuramento di un reparto della Guardia Nazionale Repubblicana

Dal 15 agosto 1944 entrò nei ranghi dell'Esercito Nazionale Repubblicano anche la Guardia Nazionale Repubblicana, con Decreto Legislativo del Duce nº 469 del 14 agosto 1944 - XXII E.F. "Passaggio della G.N.R. nell'Esercito Nazionale Repubblicano", perdendo a fine anno i compiti di polizia.
Molti reparti furono falcidiati dalle diserzioni, in alcuni casi anche a vantaggio delle formazioni partigiane, che divennero problematiche soprattutto per le grandi unità (meno coese ideologicamente) verso la fine della guerra.

## Stato maggiore
Capo di stato maggiore
- generale Gastone Gambara (20 ottobre 1943 - 14 maggio 1944)
- generale Archimede Mischi  (14 maggio 1944 - 25 aprile 1945)

## Distribuzione territoriale
Il territorio della RSI effettivamente controllato dal governo fu organizzato, fin dal settembre 1943, in Comandi Militari Regionali (CMR) e Comandi Militari Provinciali (CMP) I CMR furono:
- 200º Roma (al ripiegamento Bologna)
- 201º Firenze (al ripiegamento Mirandola)
- 202º Bologna
- 203º Padova
- 204º Trieste
- 205º Milano
- 206º Torino (dal 1º maggio 1944. Prima era Alessandria)
- 207º Perugia (al ripiegamento Gualtieri)
- 208º Macerata (al ripiegamento Lugo)
- 209º Chieti - L'Aquila (al ripiegamento Carpi)
- 210º Alessandria (dal 1º maggio 1944. Prima era Genova)

Ogni C.M.R. constava di un Comando, un Quartier generale con una Delegazione di Intendenza e una Compagnia (in alcuni casi un Battaglione) Regionale. Ogni Provincia ebbe un CMP con un proprio Quartier generale, una compagnia (o un battaglione) provinciale e il distretto militare. Furono, infine, attivati (e rimasero attivi fino all'aprile 1945) tutti i servizi necessari: le Scuole Ufficiali, il Servizio Artiglieria, il Servizio Automobilistico, il Servizio Chimico, il Servizio di Commissariato, il Servizio Genio, il Servizio Sanitario, il Servizio Trasporti, il Servizio Veterinario.

## Le Grandi Unità

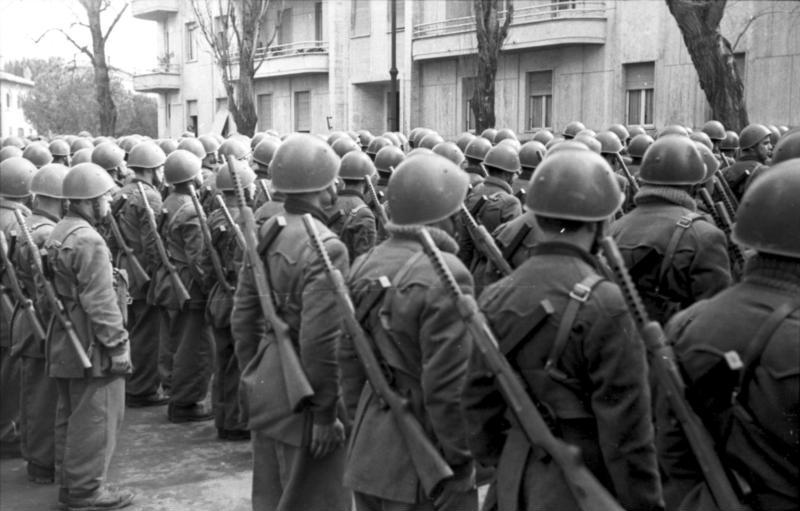
Soldati della "San Marco" della Repubblica Sociale Italiana, ispezionati dal generale tedesco Kurt Mälzer a Roma nel marzo 1944.

I volontari e i coscritti (compresi i prigionieri italiani, pochi per la verità, che si offrirono di combattere per il nuovo regime) furono mandati in Germania per l'addestramento. Lì furono anche costituite effettivamente le divisioni: 
- 1ª Divisione Bersaglieri Italia
- 2ª Divisione Granatieri Littorio
- 3ª Divisione fanteria di marina San Marco
- 4ª Divisione Alpina Monterosa.

Ognuna di queste divisioni avrebbe avuto un organico ricalcato su quello delle divisioni Jager tedesche: 2 reggimenti di fanteria (o di alpini) di tre battaglioni ciascuno ed un reggimento di artiglieria, più i reparti di supporto che comprendevano un'ulteriore forza di fanteria, reparti da ricognizione, compagnia di cannoni controcarro, comunicazioni, sanità, genieri etc, per un totale di circa 14.000 uomini.
La San Marco e la Monte Rosa furono le prime a tornare in Italia, pur con carenze di organico e specialmente di mezzi di trasporto e armi. Queste unità vennero subito inquadrate nella nuova Armata Liguria, che raggruppava forze miste tedesche e italiane a difesa del confine nord-occidentale e delle coste liguri.

## Impiego al fronte
La maggior parte delle azioni compiute da queste unità furono la difesa contraerea che poteva contare su 30000 uomini, mentre altri 10000 uomini vennero arruolati nella flak del nord Italia. Se si considera che al di fuori dell'Italia i soldati italiani nella Flak furono circa 60000 nella sola Germania, si può ben capire come una buona parte dell'esercito della Rsi fu occupata nella difesa contraerea; anche la lotta partigiana fu una realtà per una gran parte delle forze Rsi: i comandanti tedeschi, poco inclini a fidarsi dei militari italiani dopo i fatti dell'8 settembre, preferivano evitare di coinvolgerle nei combattimenti del fronte, e si convinsero ad usarle solo nei momenti e nei settori più tranquilli della Linea Gotica.
Questo atteggiamento contribuì a deprimere ulteriormente il morale di quanti, soprattutto giovani coscritti, avevano risposto al bando Graziani mossi dal sincero desiderio di difendere quello che ritenevano il suolo patrio, vedendosi invece costretti in buona parte alle azioni della controguerriglia perpetrate contro villaggi e popolazioni italiane. Tuttavia con l'avvicinarsi del fronte e con le divisioni tedesche che rimanevano a corto di uomini sempre più reparti della rsi dalla fine del 1944 videro il fronte sempre più di frequente; basta pensare che alla data 21 settembre 1944 nella Valle del Santerno i tedeschi avevano a disposizione 4000 uomini tra effettivi e riserve della 715ª, della 305ª e della 44ª divisione
Col tempo i tedeschi ebbero modo di vedere il valore dei soldati italiani in linea e molti reparti tra cui il 2º battaglione d'assalto Mameli ebbero riconoscimenti ed elogi dai comandanti di divisione germanici: agli uomini del Mameli vennero concesse 7 medaglie d'argento, 18 medaglie di bronzo, 5 croci di guerra, 2 Eisernes Kreuz di 1ª Classe e 42 Eisernes Kreuz di 2ª Classe
Ad ogni buon conto, specialmente per il rilievo propagandistico che la cosa avrebbe potuto suscitare, Mussolini insisteva perché le divisioni della RSI fossero schierate di fronte agli alleati. Ottenne di più: la partecipazione ad una controffensiva nel settore occidentale della Linea Gotica, con la quale i tedeschi speravano di poter riprendere Lucca e Livorno durante l'inverno del 1944-1945. L'operazione, denominata Wintergewitter ("temporale d'inverno"), scattò alla mezzanotte del 25 dicembre, con l'obiettivo iniziale di occupare la valle del Serchio. L'offensiva raggiunse una profondità di 11km e 20 km in ampiezza nel dispositivo di difesa americano
Nonostante le pretese della propaganda fascista, che voleva far passare l'operazione Wintergewitter come una sorta di controffensiva delle Ardenne italiana, la battaglia fu di proporzioni quantomeno limitate. Da parte americana trapelò il duro colpo subito, come riporta Ernest Fisher Jr. nel suo libro: „Cassino to the Alps" il quale riporta come l'offensiva comportò l'aumento del morale delle truppe italiane ma soprattutto comportò il trasferimento di diverse truppe della V Armata dal settore di Bologna a quello del Serchio; tutto ciò contribuì infine al rinvio dell'offensiva di Bologna alla primavera successiva. Inoltre il morale della divisione Buffalo venne abbattuto anche grazie ai comandanti di divisione che accusarono la truppa di scarso quoziente intellettivo e poca combattività. Le truppe dell'asse approfittarono del momento di sbando nemico per fare 300 prigionieri e appropriarsi di materiale abbandonato. Entro il 31 dicembre il fronte si sarebbe nuovamente stabilizzato sulle posizioni di partenza, con un leggero mutamento strategico di 2km a vantaggio della divisione Monterosa (Calomini, Brucciano, Molazzana, Monte Faeto, quota 437 e la Pania Secca conquistate nell'offensiva rimasero nelle mani della Monterosa)

### Dislocazione delle truppe
I reparti dell'Esercito Repubblicano furono così impiegati:
- Ad ovest sulle Alpi contro le divisioni statunitensi e della Francia Libera (e dei reparti partigiani francesi e italiani) erano schierati :

1. Divisione "Littorio" partecipò alla battaglia dell'Authion, alla battaglia del Piccolo San Bernardo, Col de Larche, Roc de Bellaface, Roc Noir e Forte Traversette.
2. Divisione Alpina "Monterosa" con circa 10.000 uomini, partecipò alla battaglia del Piccolo San Bernardo e a Col de Larche
3. Reggimento paracadutisti Folgore combatté a Mont Cenis
4. 3º reggimento bersaglieri schierato in direzione Mentone dove ebbe alcuni scontri minori con i franco-americani

- Ad est nella linea che comprendeva Plezzo-Tolmino-Gorizia e in Istria contro le armate dell'esercito popolare di liberazione della Jugoslavia (e di unità di partigiani italiani) erano schierati:

1. Reggimento Volontari Friulani Tagliamento dal 26 settembre 1943 presidiò il tratto da Plezzo a Tolmino e Val Baccia con avamposti sulla Bainsizza e a Montespino contro il IX korpus sloveno dove rimase a tenere la linea fino al 29 aprile 1945[13] Combatté a Cave del Predil, Nimis, Attimis, Montespino e Tolmino e nella Battaglia del Torrente Baccia.
2. 1º Battaglione Bersaglieri Mussolini dall'ottobre 1943 fino al 30 aprile 1945 schierato in Val Baccia contro il IX korpus sloveno[14] fu protagonista della battaglia campale del Torrente Baccia. Si arrese agli jugoslavi a Caporetto il 1º maggio 1945. A seguito della resa i prigionieri vennero uccisi quasi tutti[15]
3. Cinque reggimenti di Milizia Difesa Territoriale, per un totale di 10.000 uomini
4. XIV battaglione costiero formato da camicie nere e bersaglieri venne schierato nel settore di Auzza (Slovenia) contro il IX korpus. Durante il suo ciclo operativo subì attacchi su attacchi che risultarono nella distruzione del ponte di Auzza
5. 3 compagnie della Decima Mas schierate in Istria: Compagnia Nazario Sauro a Pola, compagnia D'Annunzio a Fiume e compagnia Adriatica a Cherso e Lussino.[16]
6. XVI Battaglione alpini Julia schierato a Fiume contro il IV korpus del EPJL[17][18]
7. Gruppo Corazzato San Giusto schierato nel settore di Aidussina (Slovenia) e Mariano del Friuli[19]
8. Nel fronte della Bainsizza la decima Mas schierò dal Dicembre 1944 fino ai primi di marzo 1945 6 battaglioni e due gruppi d'artiglieria che fronteggiarono il IX korpus sloveno ed ebbero successo in diverse località come a Chiapovano, Monte San Gabriele, San Daniele e Tarnova[20][21]

- A sud

1. Divisione Alpina "Monterosa" con circa 8000 uomini sul fronte della Garfagnana (linea Gotica occidentale) partecipò all'operazione wintergewitter 1944 e tre suoi battaglioni resistettero all'offensiva quarto termine della divisione Buffalo
2. Divisione "San Marco" sulla Garfagnana con il II Battaglione del 6º Reggimento
3. Divisione "San Marco" sul fronte appenninico (Abetone) col III Battaglione del 5º Reggimento[22]
4. 1ª Divisione bersaglieri "Italia" diede il cambio alla Monterosa sul fronte della Garfagnana, resistette all'offensiva quarto termine della divisione Buffalo a costo di gravi perdite e partecipò alla Battaglia di Fornovo di Taro contro le forze alleate[23]
5. 1º gruppo da combattimento della Decima Mas schierato sul Senio formato dal Btg. Lupo, Btg. N.P., Btg. Barbarigo, aliquote del Btg Freccia e Gruppo d'artiglieria Colleoni[24] più il battaglione Vega (delle dimensioni di una compagnia) circa 2400 uomini
6. Gruppo battaglioni d'assalto Forlì schierato sulla Vena del Gesso, nacque come Btg. e aumentò i ranghi fino a divenire gruppo di Combattimento[25]
7. Divisione Etna GNR con 50 compagnie controcarro-controaerea, ciascuna formata da 50 soldati.[26] Schierate sulla linea che comprende il Senio-Ravenna e Mantova più vari battaglioni tra cui il battaglione Bir El Gobi che combatté a sud di Bologna[27] e il Btg. Mussolini della stessa divisione che operò da Forlì a sud di Bologna
8. Gruppo d'artiglieria Pezzini schierato dal settembre 1944 ad aprile 1945 nelle alture di Massa
9. Gruppo d'artiglieria da Posizione Costiera con funzione anticarro schierato con ben 1600 uomini nella bassa Romagna nei pressi di Rimini per poi stabilirsi sul Senio fino alla fine della guerra[28]
10. Il 6º battaglione di difesa Costiera assieme a una compagnia di bersaglieri del 6º battaglione difesa costiera di Livorno e 200 marinai distaccati nelle batterie costiere formavano la guarnigione italiana nell'Isola d'Elba (950 uomini circa) la quale si oppose allo sbarco alleato[29]

Le operazioni su tale fronte (Garfagnana) erano comandate dal Generale Mario Carloni, comandante prima della Divisione Monterosa, poi della Italia.
Le quattro divisioni addestrate in Germania costituivano, insieme a due divisioni tedesche e a reparti minori, l'"Armata Liguria" sotto il comando del Maresciallo Graziani. La 29ª Divisione SS Italiane fu impiegata con due Btg contro gli anglo-americani a Nettuno nel marzo-aprile 1944.
Il Battaglione Bersaglieri Mameli combatté, con il tenente Dani, prima sul fronte adriatico (linea Gotica orientale) poi partecipò alla Battaglia di Lunigiana contro i Nisei che avevano sfondato il fronte tirrenico e tentavano di scendere in Lunigiana per tagliare la ritirata alle truppe della Garfagnana.
Quattro battaglioni di Bersaglieri volontari furono impiegati sul fronte francese e sul fronte appenninico. Il Gruppo Battaglioni d'Assalto Forlì combatté fino all'ultimo sul fronte del Senio, a fianco della 278ª Divisione tedesca.
La Divisione Decima (i reparti terrestri della Xª MAS) che arrivò a contare oltre 30.000 uomini (6 battaglioni e 2 gruppi di artiglieria) fu presente col Battaglione Barbarigo sul fronte di Nettuno, sul fronte del Senio con 3 Btg e sul fronte orientale con altrettanti (Il Battaglione Fulmine bloccò l'avanzata dei partigiani jugoslavi a Selva di Tarnova, tenendo Gorizia). Inoltre il Battaglione Nuotatori-Paracadutisti fu impiegato in missioni di sabotaggio oltre le linee.
Sul fronte sud il Battaglione paracadutisti Nembo fu presente fin dall'11 febbraio 1944 nei combattimenti di Nettuno. Altri reparti come il Btg. Barbarigo e il gruppo d'artiglieria San Giorgio furono schierati ad Anzio e Nettuno per fronteggiare le forze alleate. Il reggimento paracadutisti Folgore combatté invece per la difesa di Roma a Castel di Decima; a seguito del crollo del fronte fu in seguito impiegato sulle Alpi Occidentali per fronteggiare le truppe della Francia Libera. Il battaglione Cozzarini venne schierato nella linea Gustav nella località Falciano. Durante uno dei vari scontri respinse un attacco statunitense catturando una compagnia avversaria a seguito di un contrattacco dello stesso battaglione avvenuto il 31 ottobre 1943. Il battaglione venne annientato il 18 dicembre 1943 a San Pietro.
Vi erano, infine, reparti che combattevano fuori dai confini: in Francia, Germania, Unione Sovietica, Penisola balcanica, Dodecaneso.
In Francia era presente la 1ª Divisione Atlantica Fucilieri di Marina con 10000 uomini, i compiti della divisione oltre il presidio della base dei sottomarini italiani di Bordeaux era la difesa costiera, la divisione partecipò alla Battaglia di Normandia
In Prussia Orientale venne schierato alle dipendenze della divisione Brandeburgo il battaglione IX settembre, un battaglione formato da camicie nere armato e addestrato dai tedeschi; sempre sul fronte orientale era schierato il raggruppamento arditi camionettisti dotato di AS42 aggregato alla 2ª divisione Ramke il quale combatté in Ucraina e seguì le vicissitudini della divisione in Francia mentre schierati sul mar Baltico erano presenti 5 battaglioni nebbiogeni che vennero trasformati in fanteria a seguito della distruzione dei siti di lancio per le V2 e per le avanzate delle truppe alleate e sovietiche, i battaglioni subirono sorti differenti tra quelli che combatterono i sovietici e quelli che combatterono gli alleati, In Germania erano invece presenti il III° Btg corazzato del 31° Rgt carristi a Munzingen, il I° Plotone carri “L” proveniente dall’Egeo, un battaglione di Fiamme Bianche.

### Caduti
I caduti in Italia di questo esercito furono circa 13.000 militari e 2.500 civili. I prigionieri di guerra vennero inviati dagli Alleati principalmente nel campo di concentramento di Hereford, nel Texas.